# Arcellares
Arcellares o Arcellares del Tozo es una localidad situada en la provincia de Burgos, comunidad autónoma de Castilla y León (España), comarca de Páramos, ayuntamiento de Basconcillos del Tozo.
- Red viaria y red de Carreteras

El acceso rodado desde el exterior al municipio se realiza desde una carretera local conectada con la nacional 627. La comunicación es buena.
Las calles del pueblo están en su mayoría pavimentadas, aunque carecen de encintado de aceras.
La distancia de Arcellares a Basconcillos es de 3 km . 

## Topónimo
Arcellares = "... la geología arcillosa habría originado el topónimo"

## Apellido
"Arcellares”, es un apellido de toponimia menor.
Cuando hablamos de "topónimos menores", lo estamos haciendo de espacios rurales, aldeas o pueblos...
- Total residentes en España con apellido "Arcellares" = 11
- Como primer apellido: 7
- Como segundo apellido: 4

## Datos generales

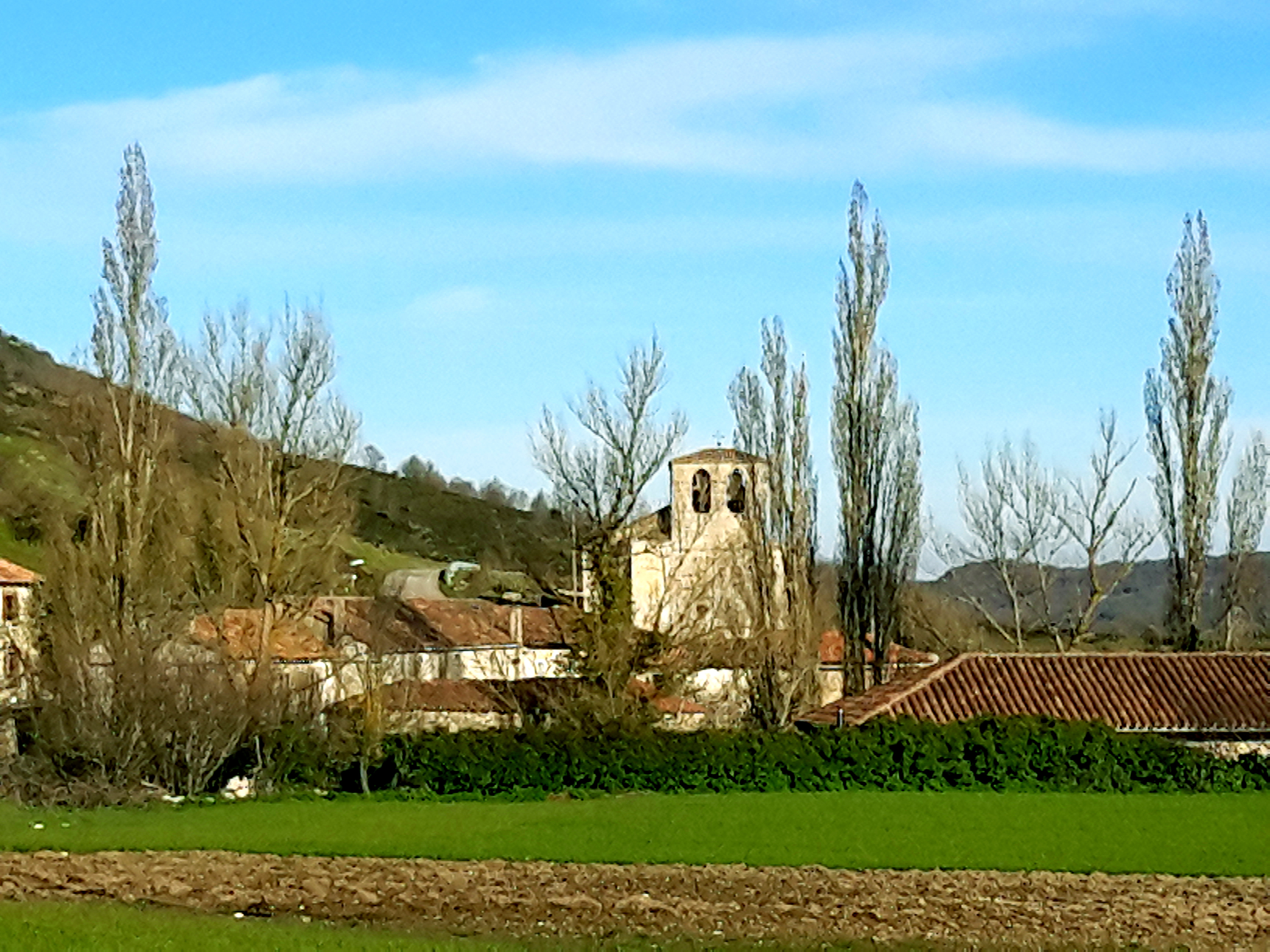
Vista de la localidad

En 2008, contaba con 23 habitantes, situado 3 km al noroeste de la capital del municipio, Basconcillos del Tozo, junto a la carretera N-627 , bañado por el arroyo de Mundilla, afluente del río Rudrón, al pie del Páramo de La Lora junto a Pedrosa de Valdelucio.
Wikimapia/Coordenadas: 42°43'6"N 4°1'5"W
- Estructura urbana

El núcleo de Arcellares se sitúa en las estribaciones de la Lora, en un terreno de fuerte pendiente. Las calles se distribuyen siguiendo las curvas de nivel, es un núcleo radial. 
Son calles estrellas, manzanas compactas con edificaciones con patios, cercados por muros de piedra.
La trama urbana aparece muy consolidada.
Carece de espacios públicos abiertos, a excepción de una pequeña plazuela, la iglesia se sitúa en el lado este del pueblo alejado de las edificaciones.
Por lo general las parcelas son pequeñas con frentes de fachada inferiores a 10 metros, y de gran fondo.
- Economía

La estructura económica se fundamenta en la agricultura. Carece de actividad industrial.
Dentro de la agricultura, ésta se fundamenta en el cultivo de la patata, y en menor medida del secano, fundamentalmente trigo y cebada.
Existen infraestructuras de regadío para los cultivos de patata. En diferentes variedades de consumo y siembra.
Es está una de las pocas zonas productoras de España, pues en este caso, el fresco clima veraniego permite obtener un producto de calidad, exento de virosis y enfermedades degenerativas, tan frecuentes en la patata.

## Comarca delTozo.
El Tozo es el apellido de una comarca administrativa ampliada por la fusión de los Ayuntamientos de Basconcillos del Tozo y La Piedra. Se encuentra a menos de 50 kilómetros de la capital burgalesa, ocupa una extensión 8.927 ha . Es una zona de transición a la montaña y ello se ve reflejado en el clima semihúmedo y frío, con inviernos fríos, duros y largos, con abundancia de nieves y heladas, y veranos cortos y secos. Con grandes oscilaciones termométricas. La lluvia, bastante abundante, queda muy repartida estacionalmente, con la excepción de un periodo más seco de julio y agosto.
- Vía Pecuaria

En el término municipal de Basconcillos, existe una vía pecuaria denominada “Colada del Camino Real de Burgos a Aguilar”.
Esta vía pecuaria posee una anchura variable y una longitud dentro del término municipal de 17,5 km aproximadamente, siendo su dirección sudoeste-noroeste.
- Éxodo rural

Desde la década de los 60 la zona ha perdido cerca de 1000 habitantes. Esta despoblación en parte se debió a las malas condiciones agrícolas como consecuencia de la calidad y posibilidades de la tierra. Pero sobre todo se debió al afán de progresar de los jóvenes, que emigraban hacia los puntos de actividad industrial.

## Situación administrativa

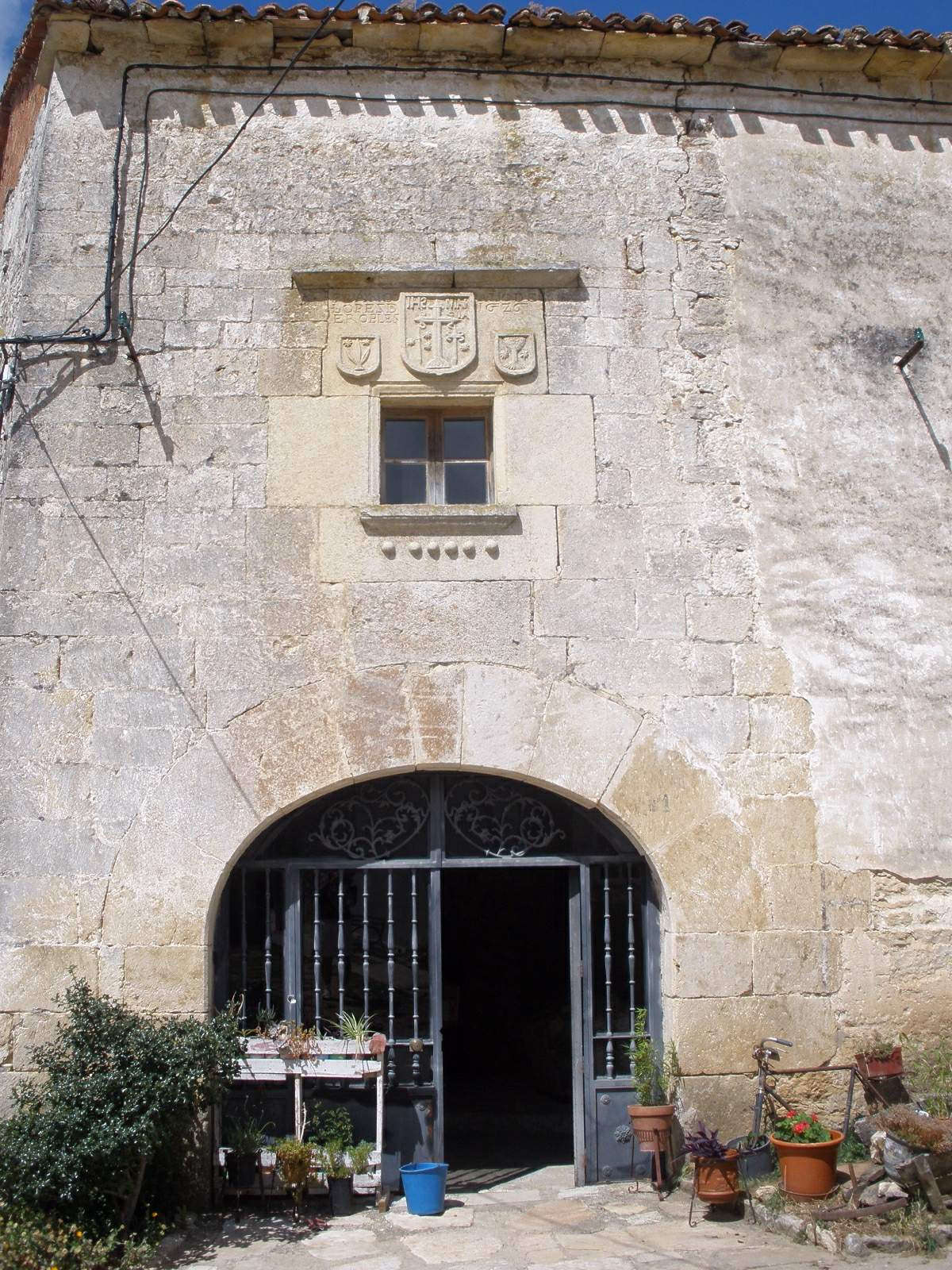
Casona en Arcellares

Entidad Local Menor cuyo alcalde pedáneo es José Arturo Arroyo Poza del Partido socialista.
- Mancomunidades: Páramos y Valles

Municipios: Basconcillos del Tozo, Sargentes de la Lora, Tubilla del Agua, Valle de Sedano 
Fines
1. Servicio de recogida de basuras y posterior tratamiento.
2. Servicios Sociales.

## Zona Turística:Páramos / Sedano y Las Loras
- "Sedano y las Loras"

Municipios: Basconcillos del Tozo, Humada, Los Altos, Rebolledo de la Torre, Sargentes de la Lora, Tubilla del Agua, Úrbel del Castillo, Valle de Sedano y Valle de Valdelucio.
- Monumentos Románicos más emblemáticos:

- Iglesia de San Julián y Santa Basilisa

Ubicación: REBOLLEDO DE LA TORRE (BURGOS)
Categoría: MONUMENTO  Archivado el 2 de diciembre de 2021 en Wayback Machine.
- Iglesia de San Esteban (Moradillo de Sedano)

Ubicación: MORADILLO DE SEDANO – VALLE DE SEDANO (BURGOS)
Categoría: MONUMENTO 
- Iglesia de San Esteban

Ubicación: BAÑUELOS DEL RUDRÓN – TUBILLA DEL AGUA (BURGOS)
Categoría: MONUMENTO
- Iglesia Santa María la Mayor

Ubicación: FUENTE URBEL
Categoría: EIC (Elementos de Interés Cultural de Carácter Local)

## Basconcillos del Tozo
TODO el Románico 
- Arcellares: Iglesia de San Esteban Protomártir
- Barrio Panizares: Iglesia de San Cristóbal
- Basconcillos del Tozo: Iglesia de los Santos Cosme y San Damián
- Fuente Úrbel: Iglesia de Santa María la Mayor
- Hoyos del Tozo: Iglesia de la Santa Cruz
- La Piedra: Iglesia de Santa María
- La Rad: Iglesia de Santa Eulalia
- Prádanos del Tozo: Iglesia de San Martín
- San Mamés de Abar: Iglesia de San Mamés de Abad
- Santa Cruz del Tozo: Iglesia de la Exaltación de la Santa Cruz
- Talamillo del Tozo: Iglesia de Nuestra Señora de la Asunción

## Relevancia históricaPáramos

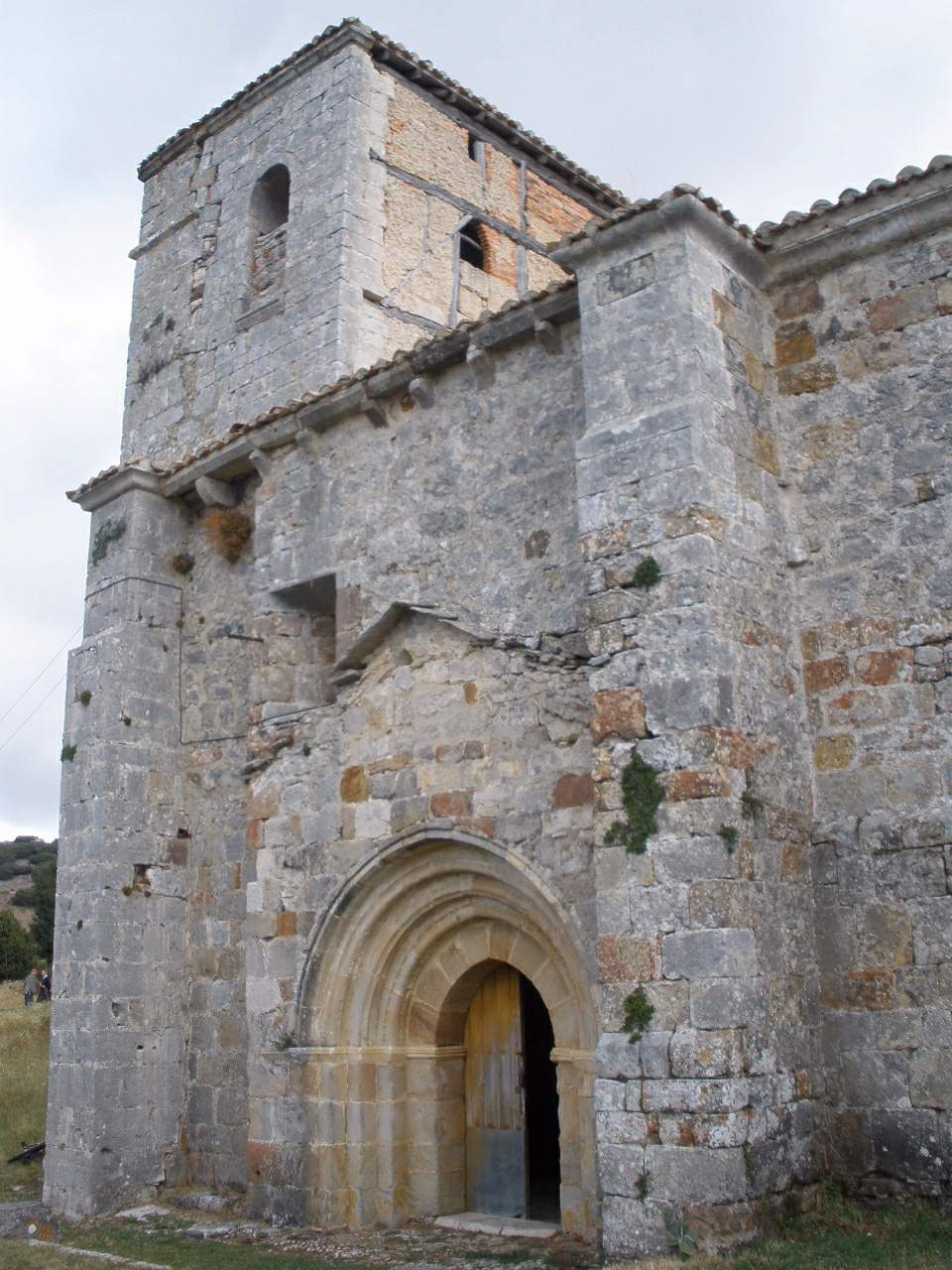
La iglesia de Arcellares, dedicada a San Esteban Protomártir.

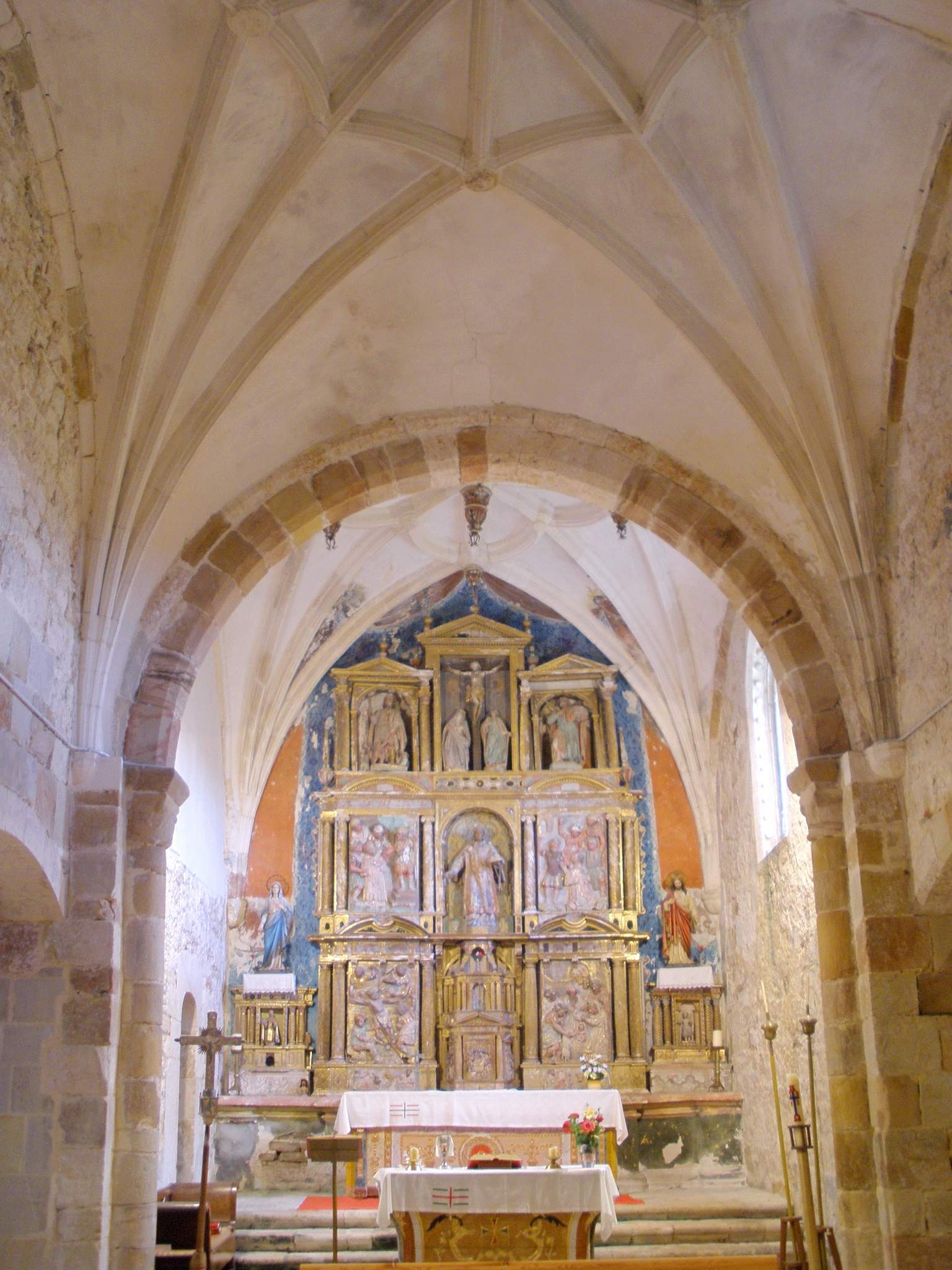
Aspecto del interior de la iglesia de Arcellares.

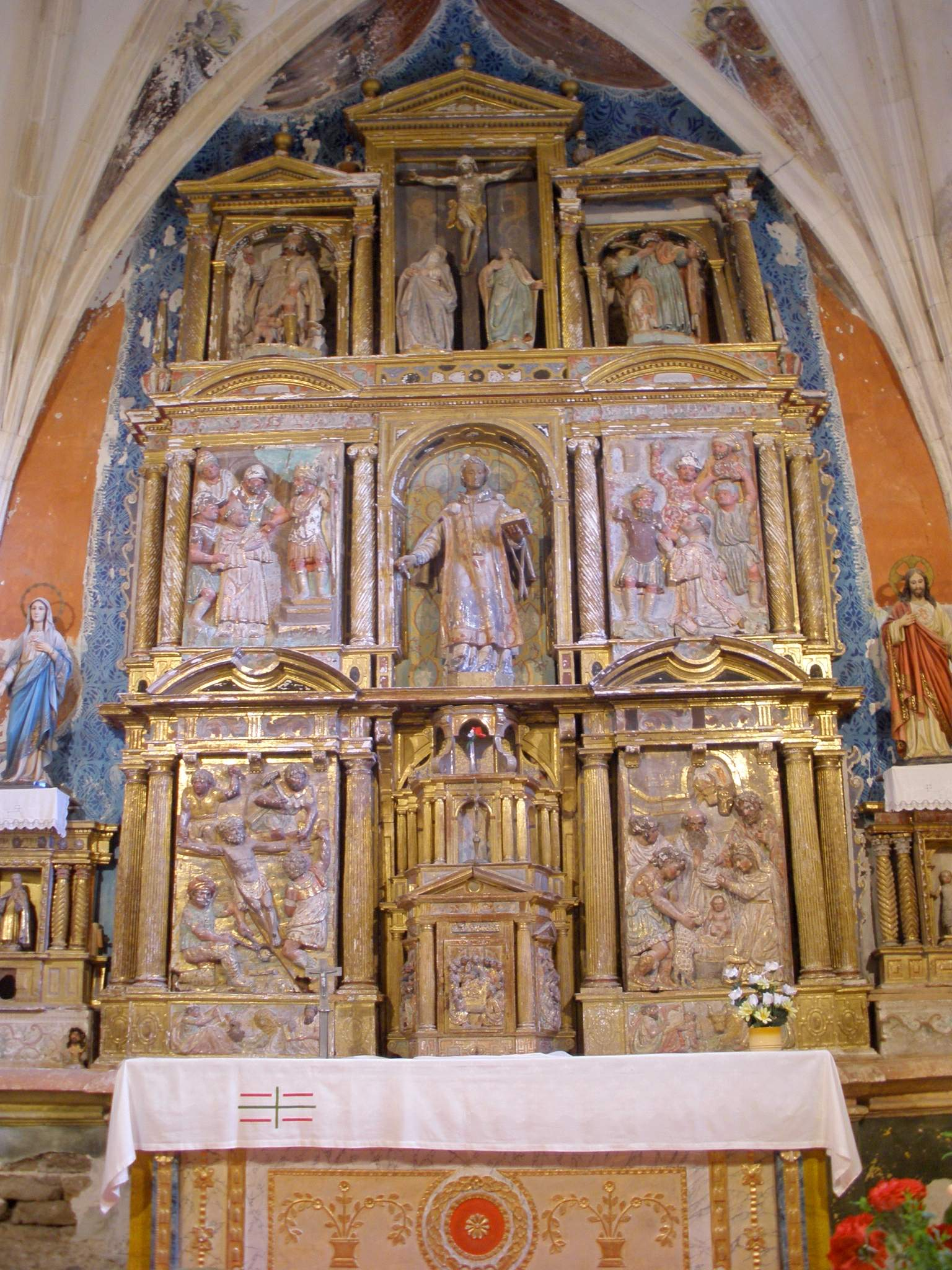
Retablo mayor de la iglesia de Arcellares, de estilo clasicista.

En el año 860, el rey Ordoño I manda al conde Rodrigo repoblar la vieja ciudad cántabra de Amaya (conquistada por Augusto, Leovigildo, Tarik y Alfonso I). Su hijo Diego Porcelos fundaría Burgos en 884 y desde entonces Castilla no pararía de extender sus territorios.
La creación de los alfoces, es de capital importancia para comprender esta expansión.
La misión primordial fue desde el principio militar, participando además en la hueste regia, cuando se les requería para hacer frente a las grandes acometidas del Islam. De esta manera contribuían a la normalización del régimen aldeano y la protección a escala local.
El alfoz de Panizares, citado en 1190, incluía todo el valle de Valdelucio con un total de 19 pueblos: Trashaedo del Tozo, Prádanos del Tozo, San Mamés de Abar, Basconcillos del Tozo, Hoyos del Tozo, Arcellares, Pedrosa de Arcellares, Solanas, Corralejo, Barriolucio, La Riba, Quintanas, Llanillo, Mundilla, Villaescobedo, Fuencaliente, Paúl y Renedo de la Escalera; los DESPOBLADOS registrados en este alfoz alcanzan la cifra de 15. Los montes que limitaban por el sur a este alfoz muy bien pudieron constituir en los primeros momentos el límite meridional del primitivo baluarte de resistencia.

## Historia
Lugar que formaba parte de la Cuadrilla del Tozo en el Partido de Villadiego, uno de los catorce que formaban la Intendencia de Burgos, durante el periodo comprendido entre 1785 y 1833, en el Censo de Floridablanca de 1787, jurisdicción de señorío siendo su titular el Duque de Frías, alcalde pedáneo.
Antiguo municipio de Castilla la Vieja en el partido de Sedano código INE- 095004 
En el censo de la matrícula catastral contaba con 14 hogares y 44 vecinos.
Entre el censo de 1857 y el anterior, este municipio desaparece porque se integra en el municipio 09045 Basconcillos del Tozo
- Estadística Diocesana

Según la primera Estadística Diocesana realizada en el 1858, este era el número de almas que tenía cada pueblo: Arcellares, 81; Barrio Panizares 159; Basconcillos, 87; Fuente Úrbel, 110; Hoyos del Tozo, 108; La Piedra, 173; La Rad, 67; Prádanos del Tozo, 79; Santa Cruz, 155; San Mamés de Abar, 173; Trashaedo, 91 y Talamillo, 125. Todos estaban incorporados a la Vicaría de La Rad.
- Siglos XIX-XX

ARCELLARES: l. con ayunt. de la prov., dióc., aud. terr., y c. g. de Burgos (9leg.), part. jud. de Villadiego (4): SIT. En un vallecito rodeado por N. y SO. De una cord. que le resguarda de los vientos N. y O. disfrutando de un CLIMA sano, aunque generalmente frío y propenso á enfermedades gástricas y catarrales. Tiene 16 CASAS y una igl. parr. bajo la advocación de San Esteban servida por un cura. Dos fuentes de abundantes y exquisitas aguas que hay en la pobl. surten á los vec. de la necesaria para su consumo doméstico. Confina el TÉRR. por el N. con Lorilla á un ¼ de leg.; por el E. con Barrio-Panizares á ½; por el S. con Basconcillos á ¼ y por el O. con Corralejo á igual dist. El TERRENO es arenisco, arcilloso y calizo, y le fertilizan las aguas de 5 manantiales que brotan en diferentes parages. Hacia las partes N. y O. de pueblo se levantan 2 montes cubiertos de matorrales. Los CAMINOS son locales; y la CORRESPONDENCIA la recibe de Burgos por el valijero de Villadiego. PROD.: algunos cereales, lino, patatas, habas y nabos; cría ganado vacuno, lanar y de cerda; caza de perdices, codornices y liebres, y pesca cangrejos. POBL 14 vec. 44 alm. CAP. PROD.: 207,920 rs. IMP.: 20,514. CONTR.:4,849 rs. 18 mrs. El PRESUPUESTO MUNICIPAL asciende á 310 rs. Que se cubren del fondo de propios, y el déficit por reparto vecinal. Pascual Madoz

## Parroquia
Renacentista (enlace roto disponible en Internet Archive; véase el historial, la primera versión y la última).
- Párroco: José Valdavida Lobo

## Elementos Protegidos de Interés Cultural
- Iglesia Parroquial
- Lavadero
- Casona I
- Fuente
- Casona II
- Casa de los pastores
- Grieta de San Lucas